# Szomáliai kalóztámadások

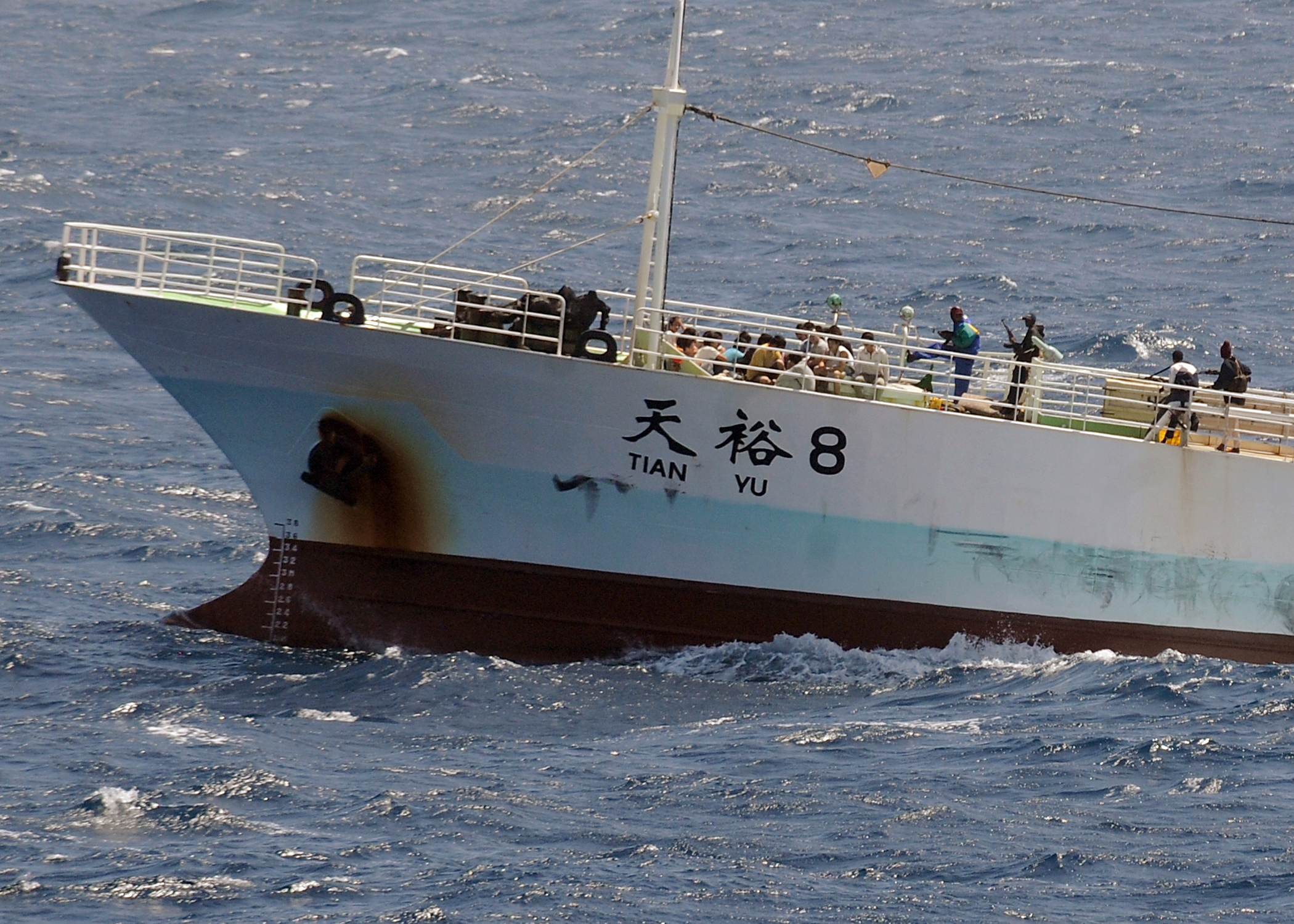
A kalózok megkaparintották a Tianyu No. 8 kínai halászhajót

Szomáliai kalóztámadások fenyegetik a vízi közlekedést a szomáliai polgárháború kezdete óta az 1990-es évek elejétől az Ádeni-öböl körzetében. 2005 óta sok nemzetközi szervezet, beleértve a Nemzetközi Tengerészeti Szervezetet és a Világ Élelmezési Programot (WFP) határozottan aggodalmát fejezte ki a kalóz aktivitás növekedésével kapcsolatban.
A kalózkodás hozzájárult a hajózás költségeinek emelkedéséhez, és meggátolta az élelmiszer segélyszállítmányok vízi szállítását. A Világ Élelmezési Program 90%-a tengeri úton érkezett. A hajók hadi védőkíséretet igényeltek. A kenyai külügyminiszter szerint a szomáliai kalózok 150 millió amerikai dollárnyi veszteséget okoztak, ami váltságdíjakra lett kifizetve egy év alatt 2008 novemberéig terjedően.
2008 májusában iszlamista harcosok, akik szemben állnak a Tradicionális Államközi Kormánnyal (TFG), szintén harcoltak kalózokkal. 2008 augusztusában a CTF-150, a nemzetközi koalíciós hadsereget felfogadták, hogy harcoljon a szomáliai kalózok ellen az Ádeni-öbölben.
A növekvő kalóz fenyegetés jelentős aggodalmat keltett Indiában, mióta a vízi közlekedés nagy része halad át az Ádeni-öblön. Az indiai hadiflotta válaszul a nyugtalanságra zárt hadrendbe állította flottáját a régióban 2008 októberében.
2008 szeptemberében Oroszország bejelentette, hogy csatlakozik a nemzetközi erőfeszítésekhez, és harcol a kalózok ellen. Az orosz hadiflotta független hadműveleteket fog végrehajtani.
2008. október 7-én az Egyesült Nemzetek Szervezete Biztonsági Tanácsa adoptálta az 1838-as ENSZ BT határozatát összehívva a nemzeteket, hogy összefogjanak és szétverjék a kalózokat a térségben. A Nemzetközi Tengerészeti Szervezet 101. tanácskozásán döntöttek, hogy megküzdenek a szomáliai kalózokkal.
2008. novemberben szomáliai kalózok az Ádeni-öböl térségén kívül kezdtek fosztogatni, talán a kenyai Mombasa kikötőjét tűzték ki célpontjuknak. A november 11-ei támadás célpontja a dán MV Powerful hajó volt, melyet Jemen déli partjától 60 tengeri mérföldre támadtak meg. Az Angol Királyi Haditengerészet egységei orosz segítséggel meghiúsították a szomáliai kalózok támadását. Kettő kalóz életét vesztette a tűzharcban, kilenc kalóz férfit kalózhajójukkal együtt elfogtak. Egy közülük belehalt sérüléseibe. 2008. november 19-én az indiai INS Tabar (F44) hadihajó elpusztított egy kalózhajót.

## Háttere
A kalózok támadásai az 1990-es évek elején kezdődtek. Szomália kaotikus helyzete és a központi kormány hiánya hozzájárult a kalózok aktivitásának növekedéséhez. Miután Szomália összeomlott, a halászat illegális halkereskedésbe kezdett. A kalózok elsőnek a vizeket őrizték.
Tényleges aktivitásukról 2006 decemberétől beszélhetünk, amikor Etiópia megszállta Szomáliát.
A felületesebb tudósítások nem számolnak be a kalózkodás mélyebb okairól, melyet a helybéli halászközösségek támogatnak és legitim szabadságharcnak tekintenek a külföldiek által folytatott illegális halászat ellen és annak megelőzésére, hogy toxikus szennyező anyagokat a szomáliai partnál a tengerbe öntsenek.

## Támadások idő szerinti felsorolásban

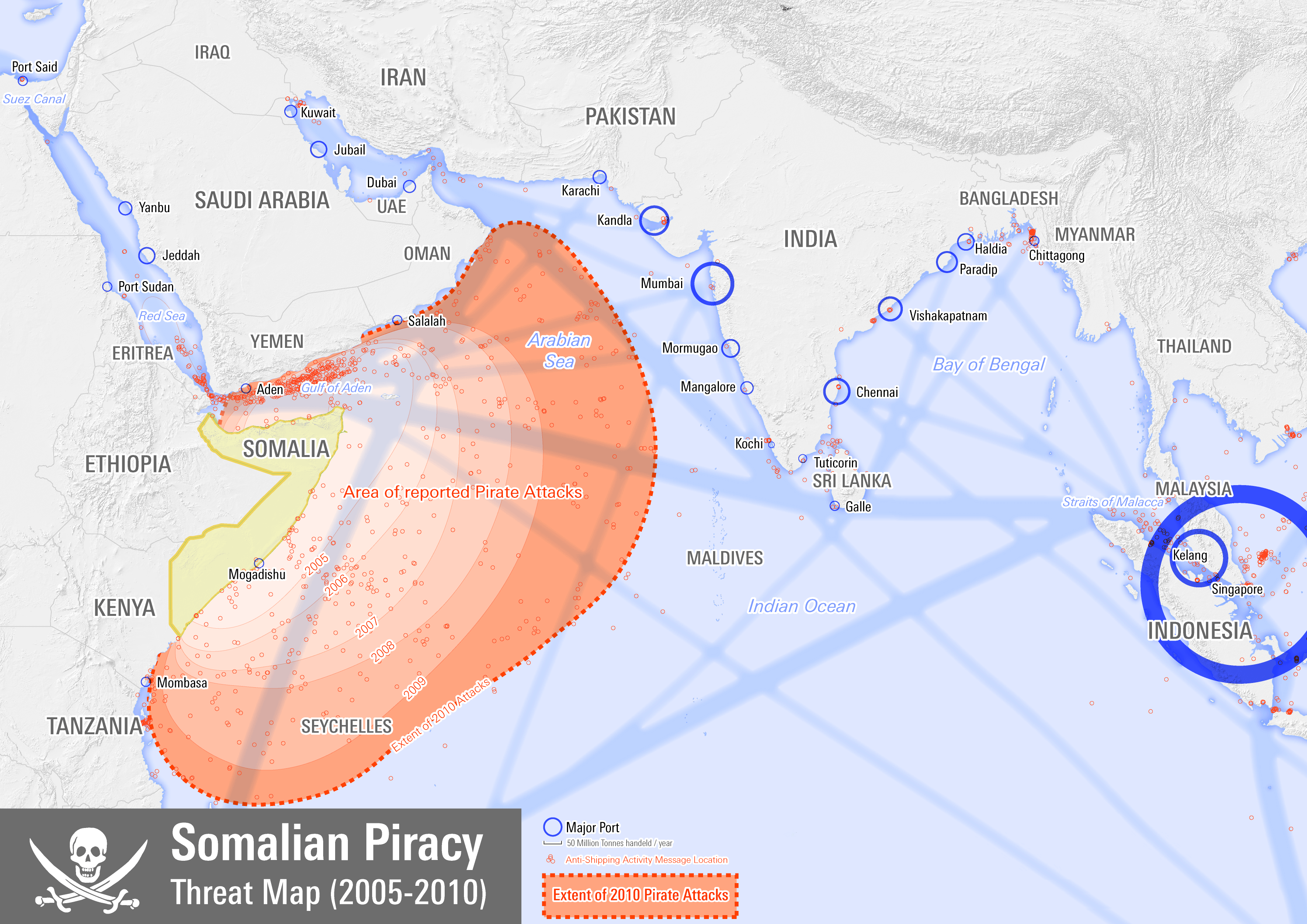
A szomáliai kalóztámadások területe 2005–2010 között (narancssárga színnel)

- 2005-04-10: MV Feisty Gas, Hongkong,
- 2005-11-05: MV Seabourn Spirit, Amerikai Egyesült Államok,
- 2006-01-16: MV Safina al-Birsarat, India,
- 2006-03-18: USS Cape St. George (CG-71), Amerikai Egyesült Államok,
- 2007-05-15: FV Mavuno No. 1, Tanzánia,
- 2007-06-01: MV Danica White, Dánia,
- 2007-09-20: FV Grecko 2, Görögország,
- 2007-10-28: MV Golden Nori, Panama,
- 2007-10-29: MV Dai Hong Dan, Észak-Korea,
- 2007-02-01: MV Svitzer Korsakov, Oroszország,
- 2008-04-04: MY Le Ponant, Franciaország,
- 2008-04-20: FV Playa de Bakio, Spanyolország,
- 2008-04-21: MV Al-Khaleej, Egyesült Arab Emírségek,
- 2008-04-21: MV Al-Khaleej, Egyesült Arab Emírségek,
- 2008-05-17: MV Victoria, Jordánia,
- 2008-05-24: MV Amiya Scan, Antigua és Barbuda,
- 2008-05-28: MV Lehmann Timber, Németország,
- 2008-07-20: MV Stella Maris, Panama,
- 2008-08-08: MV Gem of Kilakarai, Szingapúr,
- 2008-08-12: MV Thor Star, Thaiföld,
- 2008-08-12: MV Yenegoa Ocean, Nigéria,
- 2008-08-19: MV Bunga Melati Dua, Malajzia,
- 2008-08-21: MV BBC Trinidad, Antigua és Barbuda,
- 2008-08-21: MV Irene, Japán,
- 2008-08-21: MV Iran Deyanat, Irán,
- 2008-08-25: MV Bunga Melati 5, Malajzia,
- 2008-09-02: Carré d'As IV, Franciaország,
- 2008-09-15: MT Stolt Valor, Hongkong,
- 2008-09-18: MV Centauri, Málta,
- 2008-09-21: MV Captain Stephanos, Bahama-szigetek,
- 2008-09-25: MV Faina, Belize,
- 2008-09-27: MV Genius, Libéria,
- 2008-10-15: MT African Sanderling, Panama,
- 2008-10-29: MV Yasa Neslihan, Marshall-szigetek,
- 2008-11-07: MV CEC Future, Bahama-szigetek,
- 2008-11-10: MV Stolt Strength, Fülöp-szigetek,
- 2008-11-11: MT Stolt Valor, India,
- 2008-11-11: MV Timaha, Szaúd-Arábia,
- 2008-11-11: MV Powerful, Dánia,
- 2008-11-12: MV Karagöl, Törökország,
- 2008-11-14: FV Tianyu No. 8, Kína,
- 2008-11-15: MV Chemstar Venus, Panama,
- 2008-11-17: MV Sirius Star, Libéria,
- 2008-11-18: MV Delight, Hongkong,
- 2008-11-19: MV Adina/MV Amani, Jemen,
- 2008-11-28: MV Biscaglia, Libéria,
- 2008-11-30: MS Nautica, Marshall-szigetek,

## Lásd még
- Dawn of Gulf Aden hadművelet
- 2011. február 22-i ütközet

## Külső hivatkozások
- Kelet-Afrika tengeri farkasai – A szomáliai kalózok fénykora PDF
- 2004 vs. Kalóztámadások összefoglalója 2007-ben a világon – The Economist, 2008. április 23.
- Szomáliai kalóztámadások Archiválva 2008. december 16-i dátummal a Wayback Machine-ben
- Kalóztámadások Szomáliában: Fenyegetett globális kereskedelem PDF
- IUU halászat és bizonytalanság hatásai a szomáliai halászokra PDF
- UNOSAT Somalia maps, including September 2008, szomáliai kalóztámadások az Ádeni-öbölben (.pdf vagy .pdf)